# Góry Skaliste

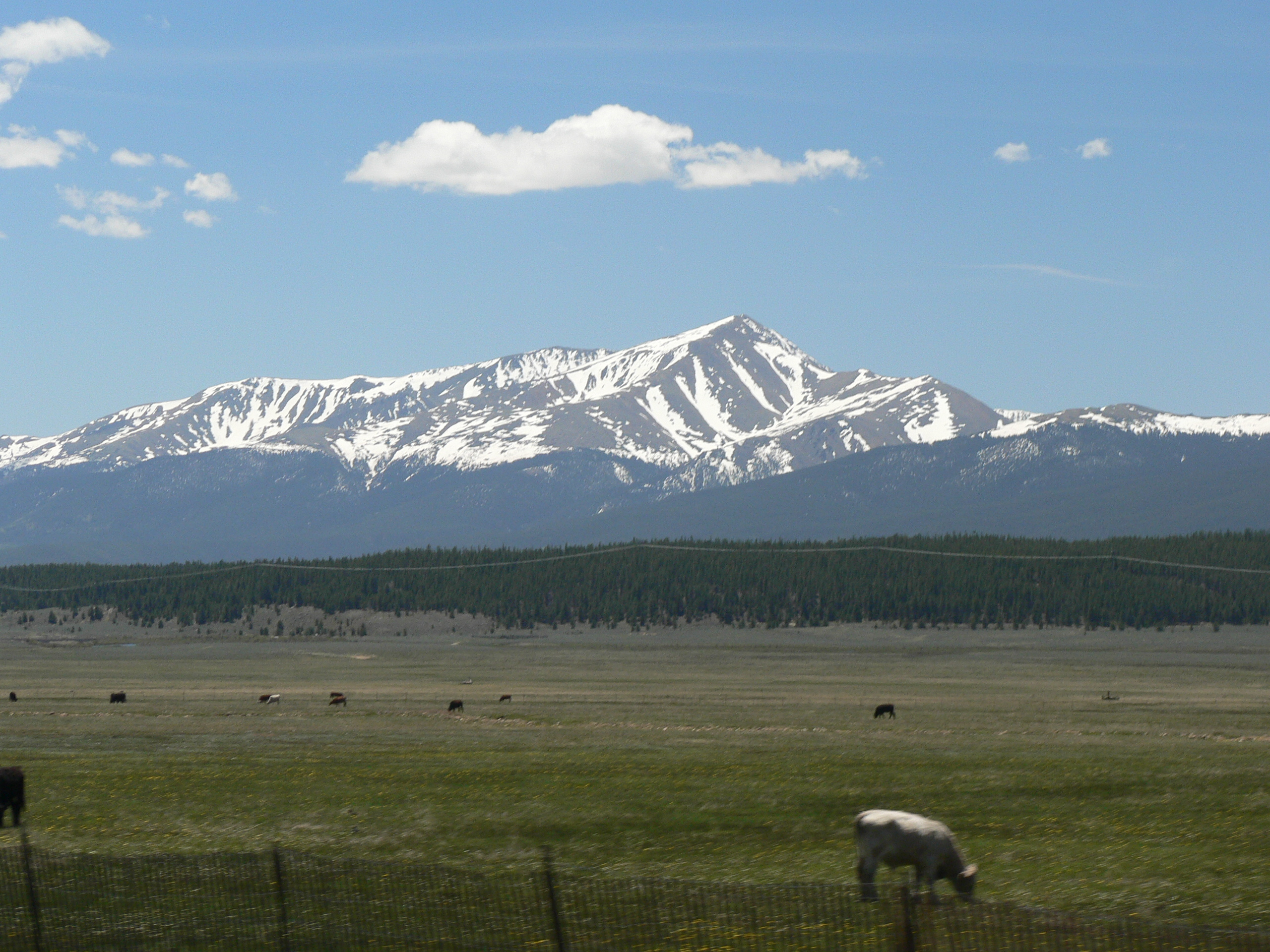
Mount Elbert

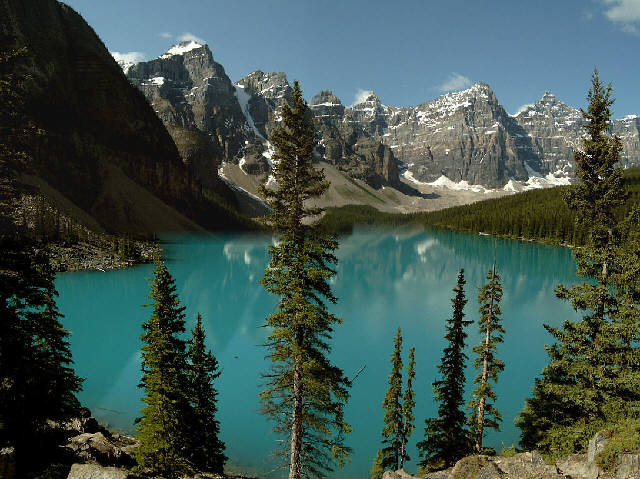
Jezioro Moraine w kanadyjskich Górach Skalistych

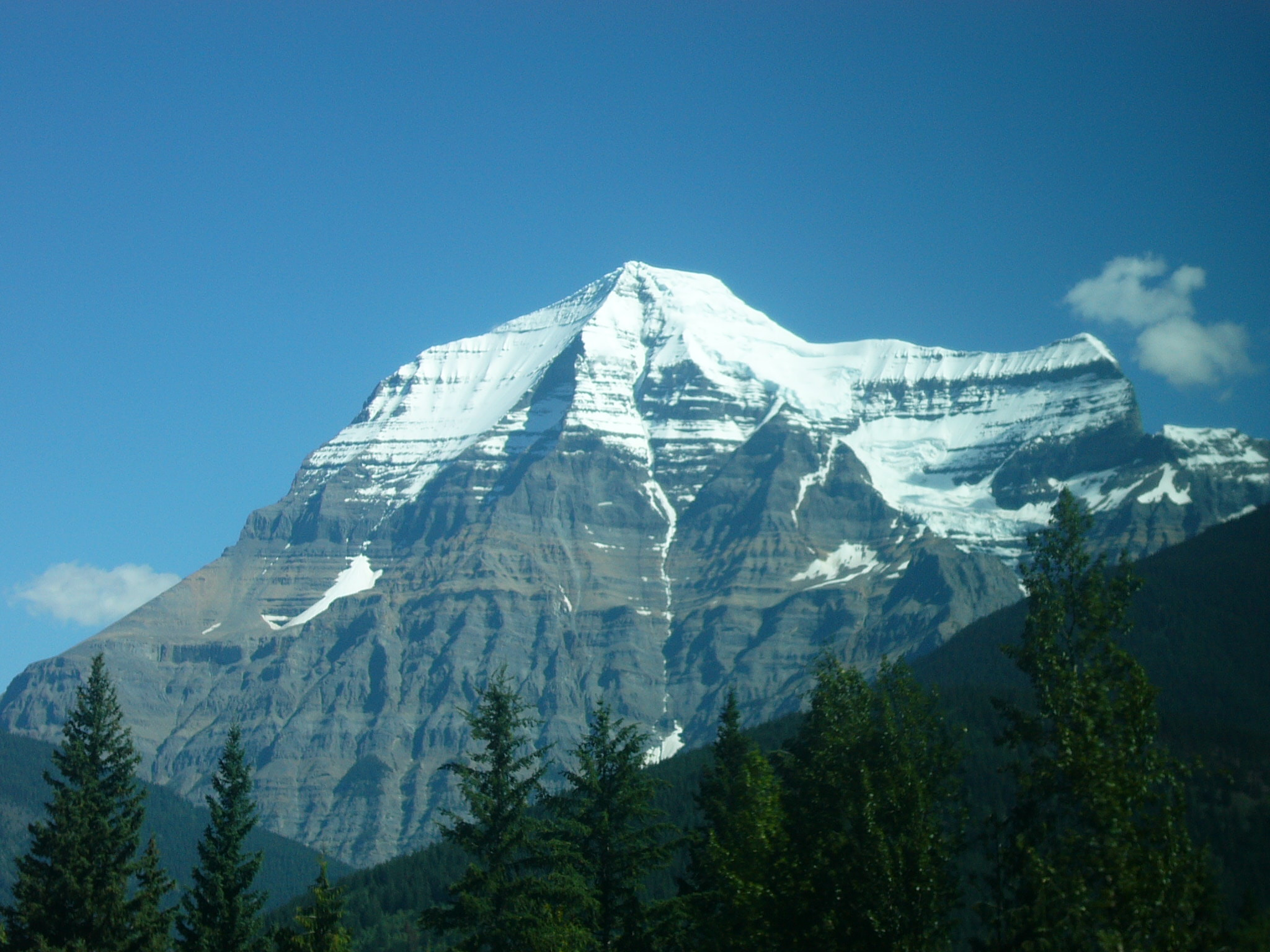
Mount Robson

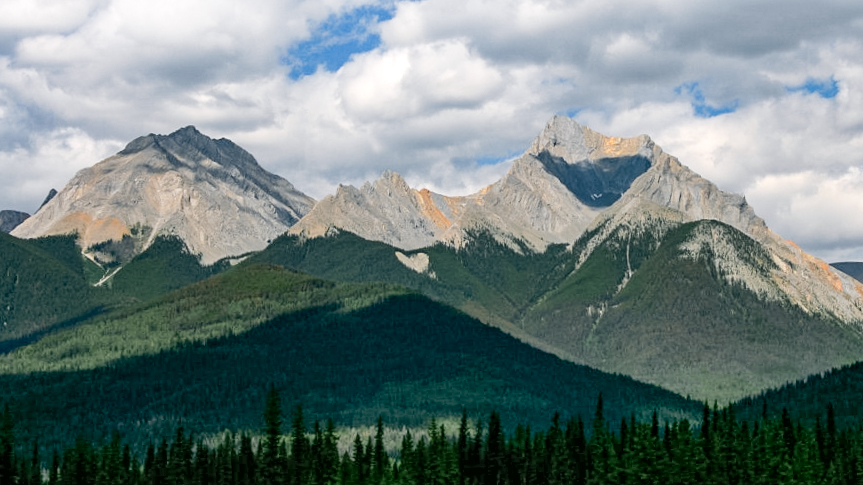
Widok w kierunku południowo-wschodnim z okolic przełęczy Sinclair Pass w Parku Narodowym Kootenay

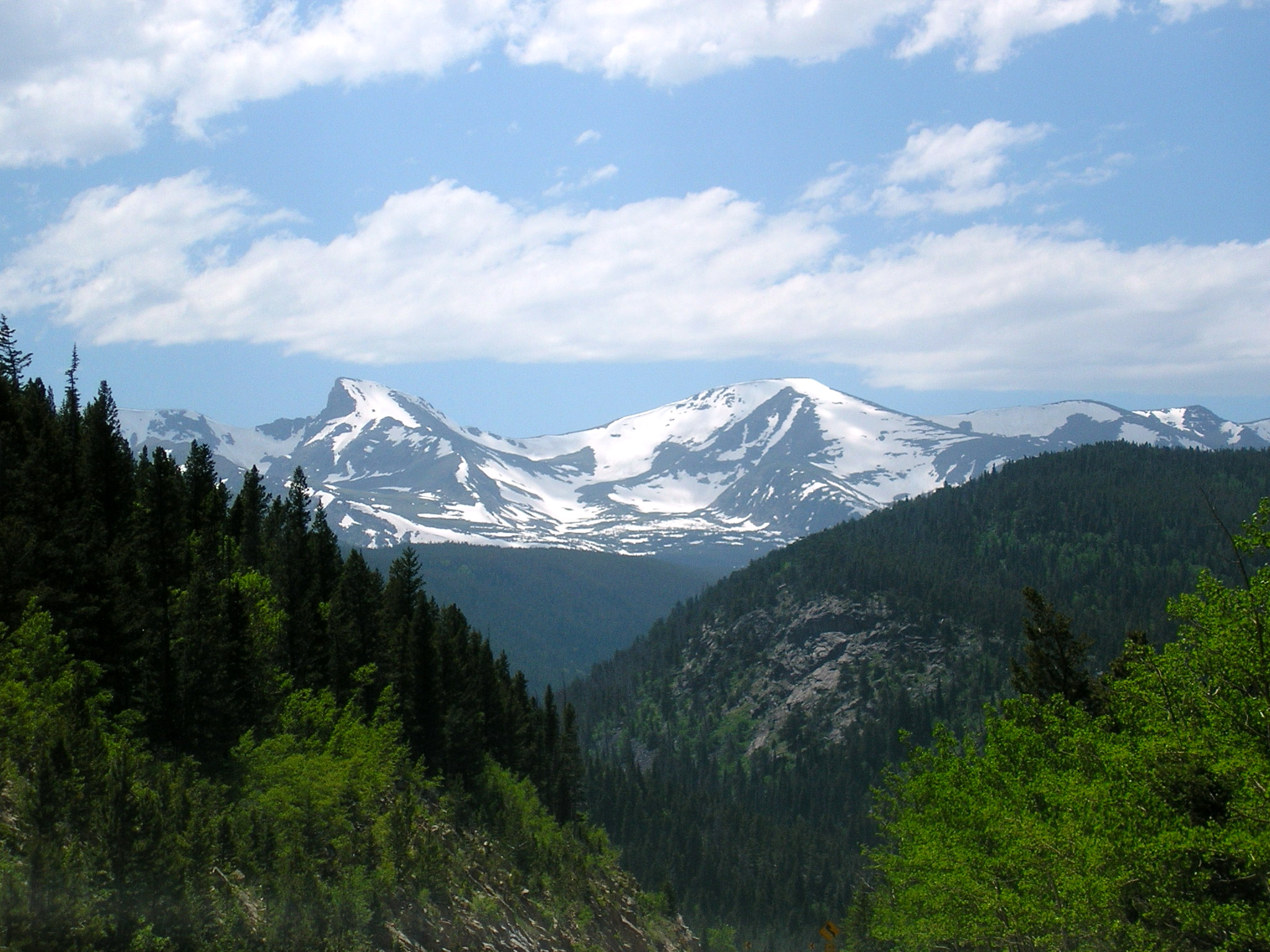
Góry Skaliste w Colorado

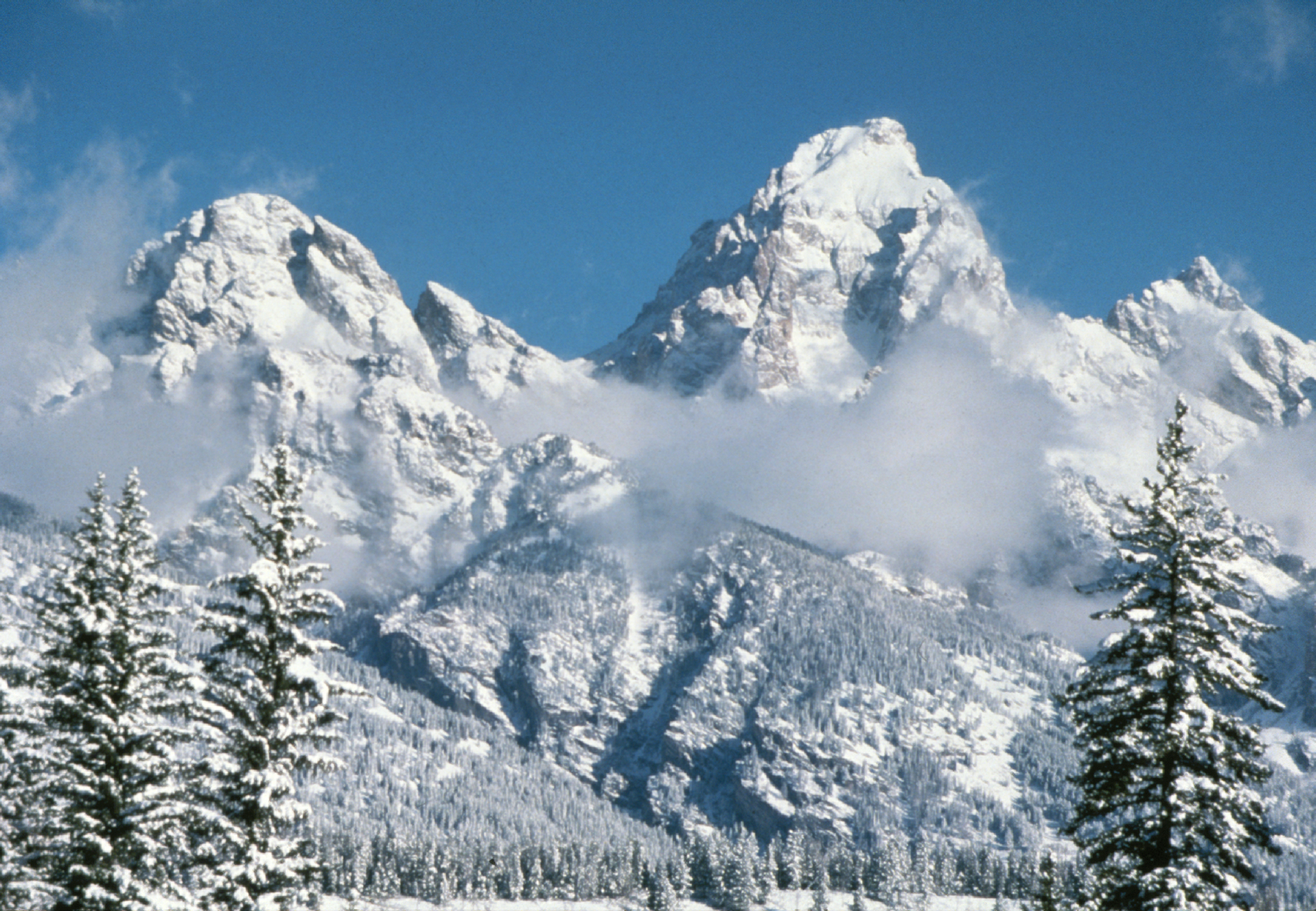
Grand Teton

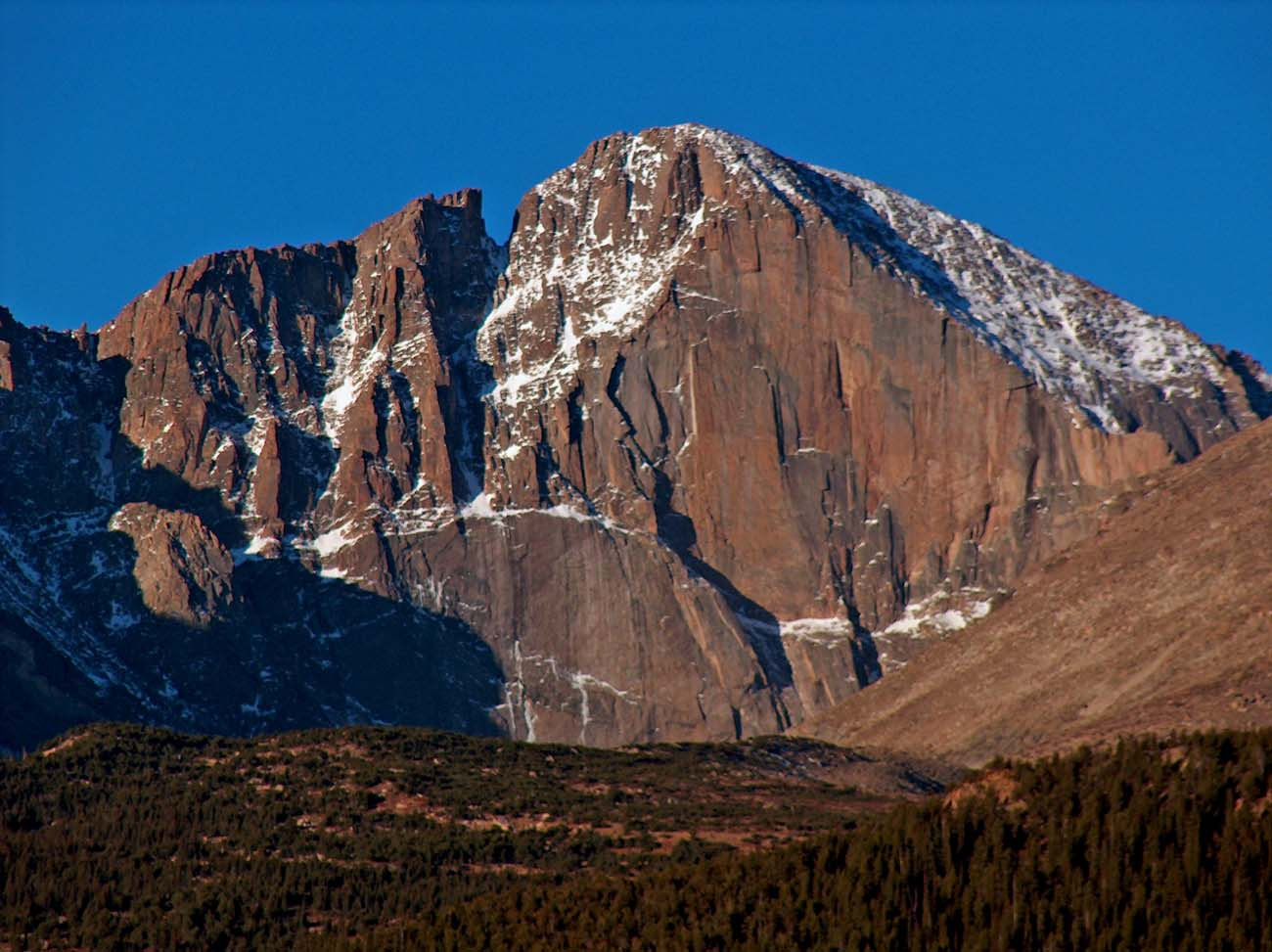
Longs Peak w Parku Narodowym Gór Skalistych

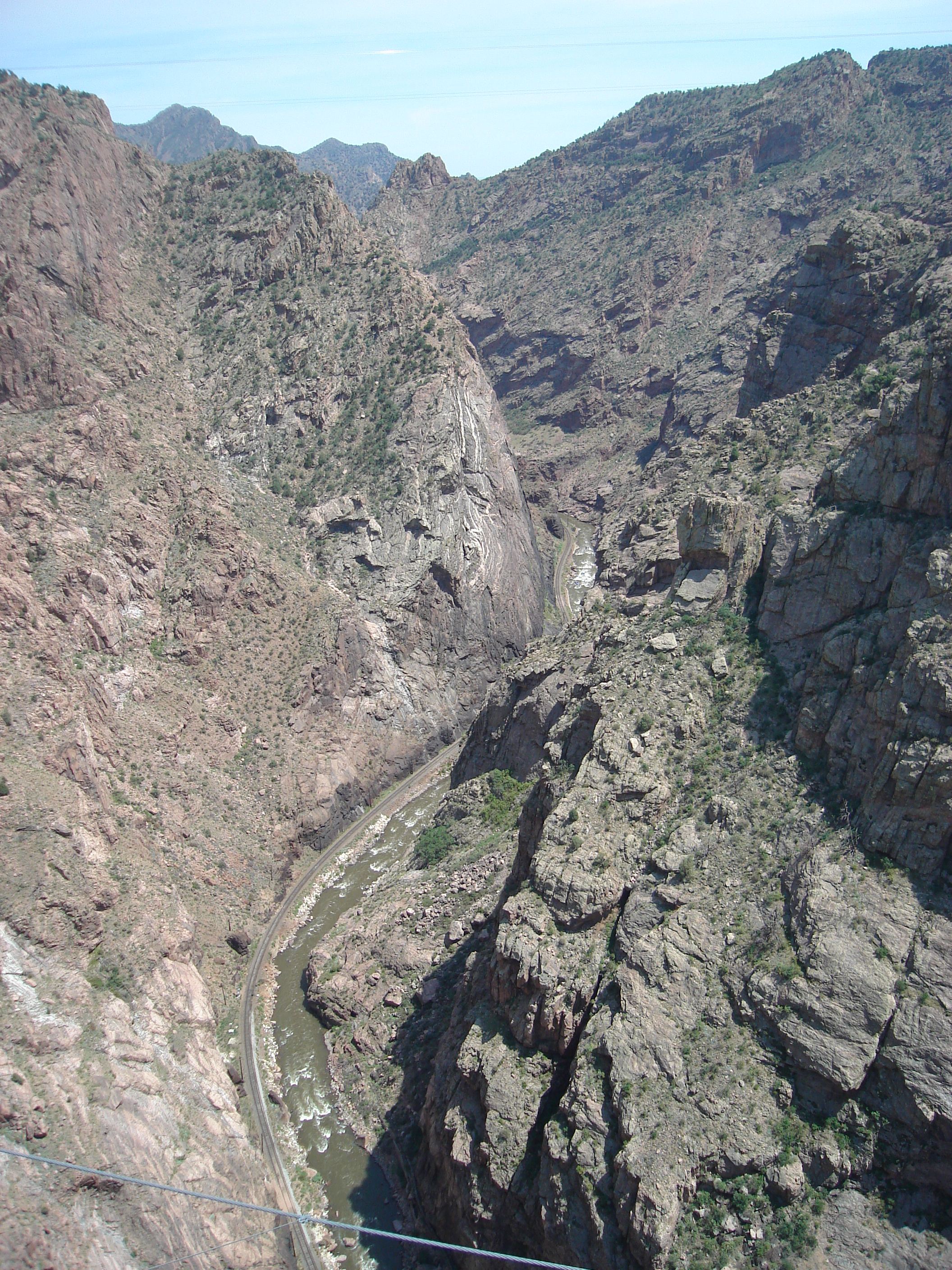
Kanion Royal Gorge

Góry Skaliste (ang. Rocky Mountains, fr. Montagnes Rocheuses) – łańcuch górski, a właściwie system górski, wschodnia część Kordylierów, ciągnący się na długości ok. 4800 km, od rzeki Liard w Kolumbii Brytyjskiej do rzeki Rio Grande w stanie Nowy Meksyk.
Najwyższy szczyt to Mount Elbert (4401 m n.p.m.) znajdujący się w amerykańskim stanie Kolorado. Najwyższy szczyt w kanadyjskiej części gór to Mount Robson (3954 m n.p.m.).

## Etymologia
Autorem nazwy jest kanadyjski podróżnik Pierre Gaultier de Varennes et de La Vérendrye. Po przekroczeniu rzeki Yellowstone 1 stycznia 1743 r. Alexander Mackenzie przebył je w 1793 r. i nazwał Stoney Mountains („góry kamieniste”). Góry te przedstawiały się ciągnącym ku zachodowi osadnikom jako potężny mur najeżony skałami, toteż w drugiej połowie XIX w. powrócono do pierwszej nazwy.

## Geografia i geologia
Zbudowane są ze skał osadowych, metamorficznych i magmowych (zarówno głębinowych jak i wulkanicznych). Na wschodzie od nich rozciąga się obszar zwany Wielkimi Równinami.
Niektóre pasma południowych gór kształtowały się w prekambrze (3980–600 mln lat temu). Młodsze łańcuchy Gór Skalistych wypiętrzyły się w kredzie (140–60 mln lat temu). Góry zbudowane są ze skał pochodzenia wulkanicznego i skał metamorficznych; młodsze skały osadowe występują na skraju południowej części, a skały wulkaniczne z okresów paleogenu i neogenu (65–1,8 mln lat temu) – w pasmie San Juan Mountains. Pasmo Teton Range i inne środkowo-północne pasma górskie są przykładem intruzji granitowej fałdowanych i rozerwanych skał ery paleozoicznej i ery mezozoicznej.
Okresy zlodowacenia występowały od plejstocenu (1,8 mln – 70 000 lat temu) do holocenu (mniej niż 11 000 lat temu). Lodem pokryły się m.in. jezioro Bull (około 150 000 lat temu) oraz rejon Pinedale (15 000–20 000 lat temu). Dziewięćdziesiąt procent Parku Narodowego Yellowstone było pokryte lodem w czasie małej epoki lodowcowej, która trwała w latach 1550–1860. Lodowce Agassiz i Jackson z Parku Narodowego Glacier miały największy zasięg około 1860 roku.
Woda pod różną postacią rzeźbiła dzisiejszy krajobraz Gór Skalistych. Odpływy i topniejący śnieg zasilają rzeki i jeziora, zapewniając wodę jednej czwartej powierzchni Stanów Zjednoczonych. Rzeki, które spływają z Gór Skalistych docierają do trzech z pięciu oceanów świata: Atlantyku, Pacyfiku i Oceanu Arktycznego.
Główne rzeki to m.in.:
- Arkansas
- Athabaska
- Kolorado
- Kolumbia
- Fraser
- Kootenay
- Missouri
- Peace
- Platte
- Rio Grande
- Saskatchewan
- Snake
- Yellowstone

## Klimat
W Górach Skalistych panuje typowy górski klimat. Średnia roczna temperatura w dolinach oscyluje w granicach 6 °C. Lipiec jest tu najcieplejszym miesiącem, średnia temperatura dochodzi do 28 °C. W styczniu średnia temperatura wynosi około −14 °C i jest to najzimniejszy miesiąc w roku. Średnia roczna wysokość opadów wynosi w przybliżeniu 360 mm.
W rejonie Gór Skalistych lato jest zwykle ciepłe i suche, ponieważ deszczowe chmury z zachodu zatrzymywane są przez pasmo górskie po jego zachodniej stronie. Średnia temperatura lata to 15 °C a średnia wysokość opadów to około 150 mm. Zima obfituje w opady i niskie temperatury, średnia temperatura to −2 °C, a średnia wysokość opadów śniegu to 290 mm. Na wiosnę średnia temperatura wynosi 4 °C, a wysokość opadów 107 mm. Jesień przynosi opady o średniej wysokości 66 mm i temperaturę około 7 °C.

## Turystyka
Co roku krajobrazy i ośrodki rekreacyjne ściągają w Góry Skaliste miliony turystów. Głównym językiem jest angielski, lecz są też miejsca, w których używane są inne języki jak np. język hiszpański, języki indiańskie oraz język francuski (głównie w kanadyjskiej części gór).
Główne atrakcje turystyczne to:
- W USA:
  - Pikes Peak
  - Kanion Royal Gorge
  - Park Narodowy Gór Skalistych
  - Park Narodowy Yellowstone
  - Park Narodowy Grand Teton
  - Park Narodowy Glacier (USA)
  - Sawtooth National Recreation Area

- W Kanadzie:
  - Park Narodowy Banff
  - Park Narodowy Jasper
  - Park Narodowy Kootenay
  - Park Narodowy Waterton Lakes
  - Park Narodowy Yoho

Park Narodowy Glacier w Montanie oraz Park Narodowy Waterton Lakes w prowincji Alberta graniczą ze sobą (ich granica to granica państwowa między USA a Kanadą) i tworzą Międzynarodowy Park Pokoju Waterton-Glacier.
W zimie główną atrakcją są liczne trasy narciarskie. Najbogatsze pod tym względem są stany Kolorado, Utah i Idaho.
W Kolumbii Brytyjskiej znajdują się liczne parki prowincjonalne, z których największe to Mount Assiniboine Provincial Park, Mount Robson Provincial Park, Northern Rocky Mountains Provincial Park, Kwadacha Wilderness Provincial Park, Stone Mountain Provincial Park i Muncho Lake Provincial Park.

## Podział
Góry Skaliste dzielą się na ponad 100 pasm i grup górskich. Licząc od północy są to:
- Far Northern Rockies – grupa pasm górskich w której skład wchodzą m.in. pasma Muskwa Ranges i Hart Ranges.
- Canadian Rockies – grupa pasm górskich która dzieli się na następujące podgrupy:
  - Northern Continental Ranges m.in. z pasmami: Sir Alexander Area, Morkill-Jackpine Area, Resthaven Group, Greater Mount Robson Area,  North Central Park Ranges, Far Northern Front Ranges, Northern Front Ranges, Northern Rocky Mountain Foothills,
  - Central Main Ranges m.in. z pasmami: Selwyn Range, South Jasper Ranges, North Icefields, Clemenceau Icefield, Columbia Icefield Area,   Central Icefields, Southwest Central Park Ranges,  Freshfield Icefield, Waputik Mountains,
  - Central Front Ranges m.in. z pasmami: East Jasper Ranges, Maligne Range, Queen Elizabeth Range, Nikanassin Range, North Saskatchewan River Ranges, Murchison Group, Clearwater Ranges, Sawback-Slate Ranges, Vermilion Range, East Banff Ranges,
  - Southern Continental Ranges  m.in. z pasmami: Kootenay Ranges, Banff-Lake Louise Core Area, Assiniboine Area, South Banff Ranges, Kananaskis Country, Elk Lakes-Royal Area, Harrison Ranges, High Rock Ranges, Livingstone Range, Crowsnest Ranges.
- Central Montana Rocky Mountains – grupa pasm górskich która dzieli się na następujące podgrupy:
  - Northwest Montana Ranges m.in. z pasmami: Cabinet Mountains, Salish Mountains, Whitefish-MacDonald Range, Mission Range, Ninemile-Reservation Divides, Rattlesnake Mountains, Thompson-Baldy Area,
  - Glacier National Park Ranges m.in. z pasmami: Clark Range, Livingston Range, Lewis Range,
  - Bob Marshall Ranges  m.in. z pasmami: Swan Range,  Flathead Range, Rocky Mountain Front,
  - West Central Montana Ranges m.in. z pasmami: Sapphire Mountains, Garnet Range, John Long Mountains,  Flint Creek Range, Bolder Batholith, Elkhorn Mountains, Anaconda Range, Pioneer Mountains, Highland Mountains,
  - Central Montana Ranges m.in. z pasmami: Big Belt Mountains, Bridger Range, Highwood Mountains, Little Belt Mountains, Castle Mountains, Crazy Mountains, Judith-Moccasin Ranges, Big Snowy Mountains, Bull Mountains,
  - Southwest Montana Ranges m.in. z pasmami: Tobacco Root Mountains, Ruby Range, Blacktail Mountains, Snowcrest Range, Gravelly Range.

- Idaho-Bitterroot Rocky Mountains – grupa pasm górskich która dzieli się na następujące podgrupy:
  - Clearwater Mountains m.in. z pasmami: North Clearwater Mountains, Selway Crags, South Clearwater Mountains,
  - Bitterroot Range m.in. z pasmami: Cour d'Alene Mountains, Saint Joe Mountains, Northern Bitterroot Range, Central Bitteroot Range, Beaverhead Mountains,  Centennial Mountains,
  - Salmon River Mountains m.in.z pasmami: West Salmon River Mountains, Central Salmon River Mountains, East Salmon River Mountains,
  - Sawtooth-Ketchum-Boise Area m.in. z pasmami: Boise Mountains, Sawtooth Range, White Cloud Mountains, Soldier Mountains, Smoky Mountains, Boulder Mountains, Pioneer Mountains, White Knob Mountains, Craters of the Moon-Snake River Plain,
  - Lost River-Lemhi Ranges m.in. z pasmami: Lost River Range i Lemhi Range.
- Greater Yellowstone Rockies – grupa pasm górskich która dzieli się na następujące podgrupy: 
  - Teton Range-Yellowstone Area m.in. z pasmami: Madison Range, Gallatin Range, Lionshead-Henrys Lake Ranges,  Yellowstone Plateau, Big Hole Mountains, Teton Range, Snake River Range, Gros Ventre Range,
  - Absaroka Range m.in. z pasmami: Northern Absaroka Range, Beartooth Mountains, Central Absaroka Range, Southern Absaroka Range, Washakie Range, Owl Creek Mountains,
  - Bighorn Mountains m.in. z pasmami: Pryor Mountains, Northern Bighorn Mountains, Central Bighorn Mountains, Southern Bighorn Mountains, Bridger Mountains,
  - Wind River Range m.in. z pasmami: Northern Wind River Range, Central Wind River Range, Southern Wind River Range,
  - Great Divide Basin Area m.in. z pasmami: Rattlesnake Hills, Granite Mountains, Northeast Great Divide Basin Ranges, Southwest Great Divide Basin Ranges, East Flaming Gorge Area.

- Western Rocky Mountains – grupa pasm górskich która dzieli się na następujące podgrupy: 
  - Southeast Idaho Ranges m.in. z pasmami:  Sublett Range, Deep Creek Mountains,  Bannock Range, Portneuf Range, Blackfoot Mountains, Caribou Range, Peale Mountains,
  - Wyoming Overthrust Belt Ranges m.in. z pasmami: Salt River Range, Southern Wyoming Overthrust Belt, Wyoming Range,
  - Wasatch Range m.in. z pasmami: Bear River Mountains, Northern Wasatch Range, Central Wasatch Range, Southern Wasatch Range, San Pitch Mountains,
  - Uinta Range m.in. z pasmami: Western Uinta Range, Central Uinta Range, Eastern Uinta Range, Dinosaur Area.

- Southern Rocky Mountains – grupa pasm górskich która dzieli się na następujące podgrupy:
  - Park Range m.in. z pasmami: Sierra Madre, Elkhead Mountains, Central Park Range, North Williams Fork Mountains,
  - Southern Wyoming Ranges m.in. z pasmami:  Medicine Bow Mountains i Laramie Mountains,
  - Flat Tops Area m.in. z pasmami: Northwest Meeker Plateau, Flat Tops i White River Plateau,
  - Front Range m.in. z pasmami: Northern Front Range, Rocky Mountain National Park Area, Central Front Range, South Park Hills, Rampart Range,
  - Elk Range Area m.in. z pasmami: Grand Mesa, Elk Mountains i West Elk Mountains,
  - Sawatch Range m.in. z pasmami: Northern Sawatch Range, Elbert-Massive-Fryingpan Area, Collegiate Peaks, Southern Sawatch Range i  Far Southern Sawatch,
  - Central Colorado Ranges m.in. z pasmami: Rabbit Ears Range, Gore Range i Mosquito Range,
  - San Juan Mountains m.in. z pasmami: San Miguel Mountains, West-Central San Juan Mountains, North-Central San Juan Mountains, La Plata Mountains, Needle Mountains, East-Central San Juan Mountains,  La Garita Mountains, Southern San Juan Mountains, Tusas Mountains,
  - Sangre de Cristo Range m.in. z pasmami: Northern Sangre de Cristo Range, Wet Mountains, Sierra Blanca, Culebra Range, Taos Mountains, Cimarron Range, Central Sangre de Cristo Range of NM I Santa Fe Mountains.

Geografowie USA do Gór Skalistych zaliczają również łańcuch górski Columbia Mountains (Interior Ranges) leżący na zachód od głównej grani Gór Skalistych w Kolumbii Brytyjskiej i częściowo w stanach Montana, Utah i Waszyngton. Columbia Mountains dzieli się na pasma: 
- Cariboo Mountains,
- Shuswap Highland,
- Okanogan Highlands,
- Monashee Mountains,
- Selkirk Mountains,
- Purcell Mountains.

## Najwyższe szczyty
| - Mount Elbert – 4401 m, - Mount Massive – 4398 m, - Mount Harvard – 4397 m, - La Plata Peak – 4379 m, - Blanca Peak – 4374 m, - Uncompahgre Peak – 4365 m, - Crestone Peak – 4359 m, - Mount Lincoln – 4357 m, - Castle Peak – 4352 m, - Grays Peak – 4352 m, - Mount Antero – 4351 m, - Mount Blue Sky – 4348 m, - Longs Peak – 4346 m, - Mount Wilson – 4342 m, - Mount Princeton – 4329 m, - Mount Yale – 4329 m, - Maroon Peak – 4317 m, - Mount Sneffels – 4315 m, - Capitol Peak – 4309 m, - Pikes Peak – 4302 m, - Mount Eolus – 4294 m, - Handies Peak – 4285 m, - Culebra Peak – 4283 m, - San Luis Peak – 4274 m, - Mount of the Holy Cross – 4271 m, - Grizzly Peak – 4266 m, - Mount Ouray – 4255 m, - Mount Meeker – 4240 m, - Vermilion Peak – 4237 m, - Mount Silverheels – 4215 m, - Rio Grande Pyramid – 4214 m, - Gannett Peak – 4209 m, - Grand Teton – 4199 m, | - Bald Mountain – 4173 m, - Mount Oso – 4173 m, - Mount Jackson – 4169 m, - Bard Peak – 4159 m, - Peak 10 – 4157 m, - West Spanish Peak – 4155 m, - Hagues Peak – 4137 m, - Mount Powell – 4135 m, - Tower Mountain – 4132 m, - Treasure Mountain – 4125 m, - Kings Peak – 4120 m, - North Arapaho Peak – 4117 m, - Parry Peak – 4083 m, - Williams Mountains High Point – 4081 m, - Sultan Mountain – 4076 m, - West Buffalo Peak – 4064 m, - Mount Herard – 4062 m, - Summit Peak – 4056 m, - Dolores Peak – 4053 m, - Antora Peak – 4046 m, - Henry Mountain – 4042 m, - Lavender Peak – 4037 m, - Jacque Peak – 4027 m, - Bennett Peak – 4026 m, - Wind River Peak – 4022 m, - Conejos Peak – 4017 m, - Cloud Peak – 4013 m, - Wheeler Peak – 4013 m, - Francs Peak – 4012 m, - Twilight Peak – 4012 m, - South River Peak – 4009 m, - Bushnell Peak – 3996 m. |  |